# Дор (Харовское сельское поселение)
Дор — деревня в Харовском районе Вологодской области.
Входит в состав Харовского сельского поселения, с точки зрения административно-территориального деления — в Харовский сельсовет.
Расстояние до районного центра Харовска по автодороге — 6 км. Ближайшие населённые пункты — Тимониха, Ситинский, Хомок, Пашучиха.
По переписи 2002 года население — 3 человека.